# Nieuwe Wernermethode
| Deze Werner uit 1899 is al een verbeterde versie van het oorspronkelijke model, maar de motor ligt nog boven het voorwiel |

De nieuwe Wernermethode of nieuwe Wernerpositie is een manier van plaatsen van het motorblok van een motorfiets of bromfiets in het frame, zoals die vanaf ca. 1905 gebruikelijk is.
Tot 1902 werden motorblokken op allerlei plaatsen aan fietsframes gehangen. De gebroeders Werner plaatsten hun motorblokje voor het stuur boven het voorwiel.
In 1901 ontdekten zij dat de plaats in de buurt van de trapperas veel voordelen bood. Als belangrijkste gold de verhoogde stabiliteit van de motorfiets doordat het zwaartepunt nu veel lager lag. Het zware motorblok oefende ook geen invloed op de besturing meer uit. Zij patenteerden deze plaatsing van het motorblok, waardoor hun naam ermee verbonden werd.
Het patent van de gebroeders Werner leverde uiteraard problemen op voor andere fabrikanten die deze constructie wilden toepassen. Dat was een van de redenen waarom vaak loop frames werden toegepast.